# Gonzalo Vecina
Gonzalo Vecina Neto é um médico sanitarista brasileiro, fundador e ex-presidente da Agência Nacional de Vigilância Sanitária (ANVISA).  É um dos idealizadores do Sistema Único de Saúde (SUS) e professor da Faculdade de Saúde Pública da Universidade de São Paulo.